# Andrea del Castagno
Andrea del Castagno (San Godenzo, 1421 - Florença, 19 de agosto de 1457) foi um pintor florentino, influenciado por Masaccio e Giotto. Por sua vez, ele influenciou a Escola de Ferrara, da qual participavam Cosmè Tura, Francesco del Cossa e Ercole de' Roberti. Foi mestre de Antonio Pollaiuolo.
Pouco se sabe sobre sua formação. Acredita-se que tenha sido aprendiz de Filippo Lippi e Paolo Uccello. Giorgio Vasari afirmou que Castagno assassinou Domenico Veneziano, embora isso pareça improvável.

## Seus trabalhos

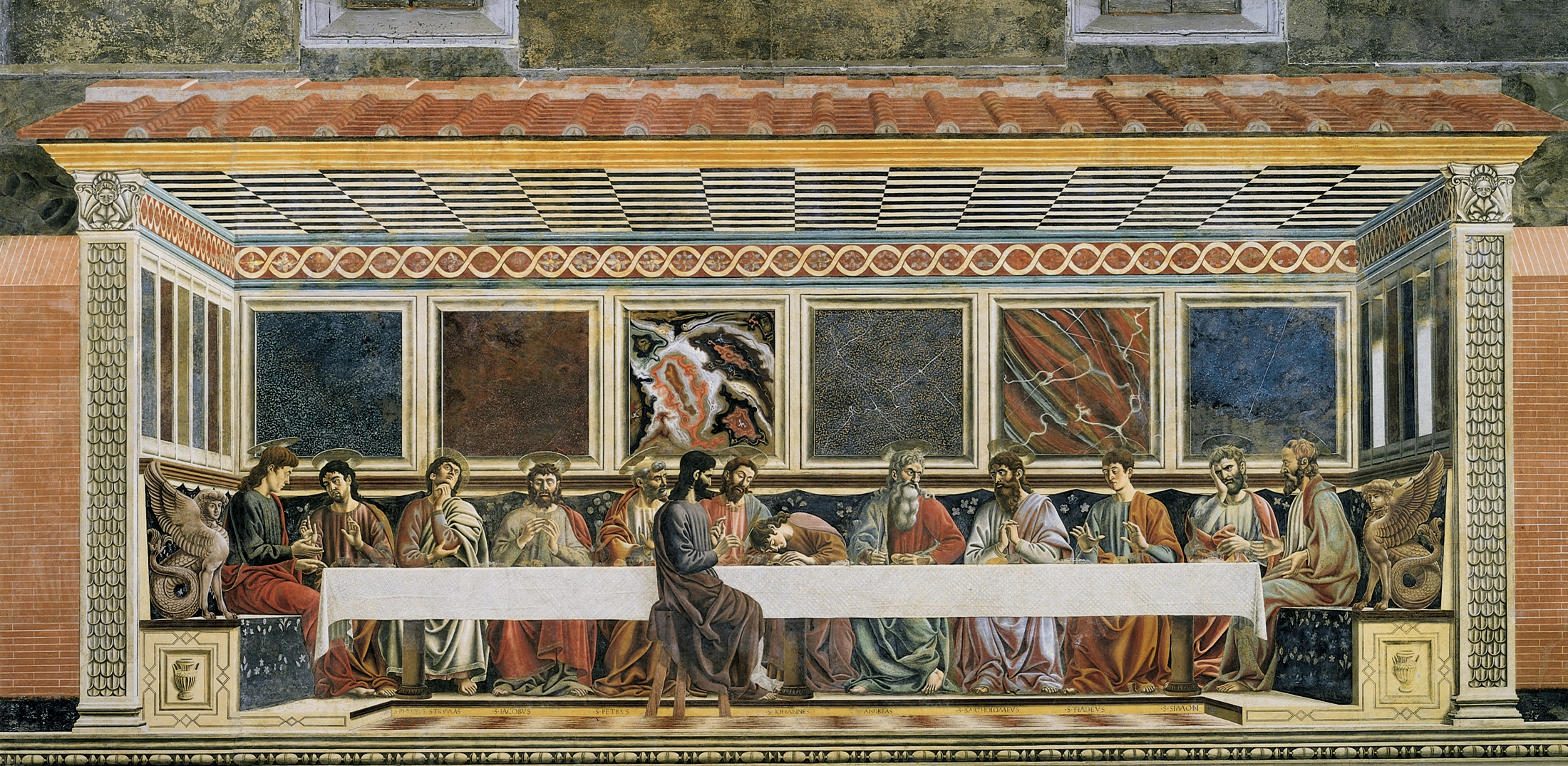
Fresco pintado por Andrea del Castagno no covento de Sant'Apollonia e intitulado "A última ceia" datado entre 1445 e 1450 foi uma das primeiras obras do artista

Suas primeiras obras importantes foram os frescos de "A última ceia" e "A paixão de Cristo", realizados por volta de 1445para o refeitório do convento de Sant'Apollonia, posteriormente Museu Castagno, em Florença; neles mostrava especial preocupação com a perspectiva e a monumentalidade das figuras, reflexo da influência de Masaccio e da escultura deDonatello. As lições deste último foram determinantes em seu trabalho posterior. É o que se pode apreciar no conjunto "Homens e mulheres famosos", que pintou com novo estilo, pleno de dinamismo e expressividade, para a Villa Carducci Pandolfini de Legnaia. Seu último trabalho foi um retrato eqüestre de Niccolò da Tolentino (catedral de Florença).Preocupação com a perspectiva e a monumentalidade das figuras, reflexo da influência de Masaccio e da escultura de Donatello. As lições deste último foram determinantes em seu trabalho posterior. É o que se pode apreciar no conjunto "Homens e mulheres famosos", que pintou com novo estilo, pleno de dinamismo e expressividade, para a Villa Carducci Pandolfini de Legnaia. Seu último trabalho foi um retrato eqüestre de Niccolò da Tolentino (catedral de Florença)